# Biblioteca universitaria di Graz
La Biblioteca universitaria di Graz (Universitätsbibliothek Graz in tedesco) è la più grande biblioteca scientifica della regione austriaca della Stiria, ed ha il diritto di ricevere l'esemplare di deposito di tutte le opere pubblicate nella regione.
Fa parte della Karl-Franzens-Universität di Graz e comprende la biblioteca centrale, la biblioteca della Facoltà delle Scienze Giuridiche, Sociali ed Economiche, la biblioteca della Facoltà Teologica, e varie biblioteche speciali degli istituti universitari. Inoltre è una biblioteca pubblica.

## Storia

### La biblioteca dell'Università dei gesuiti

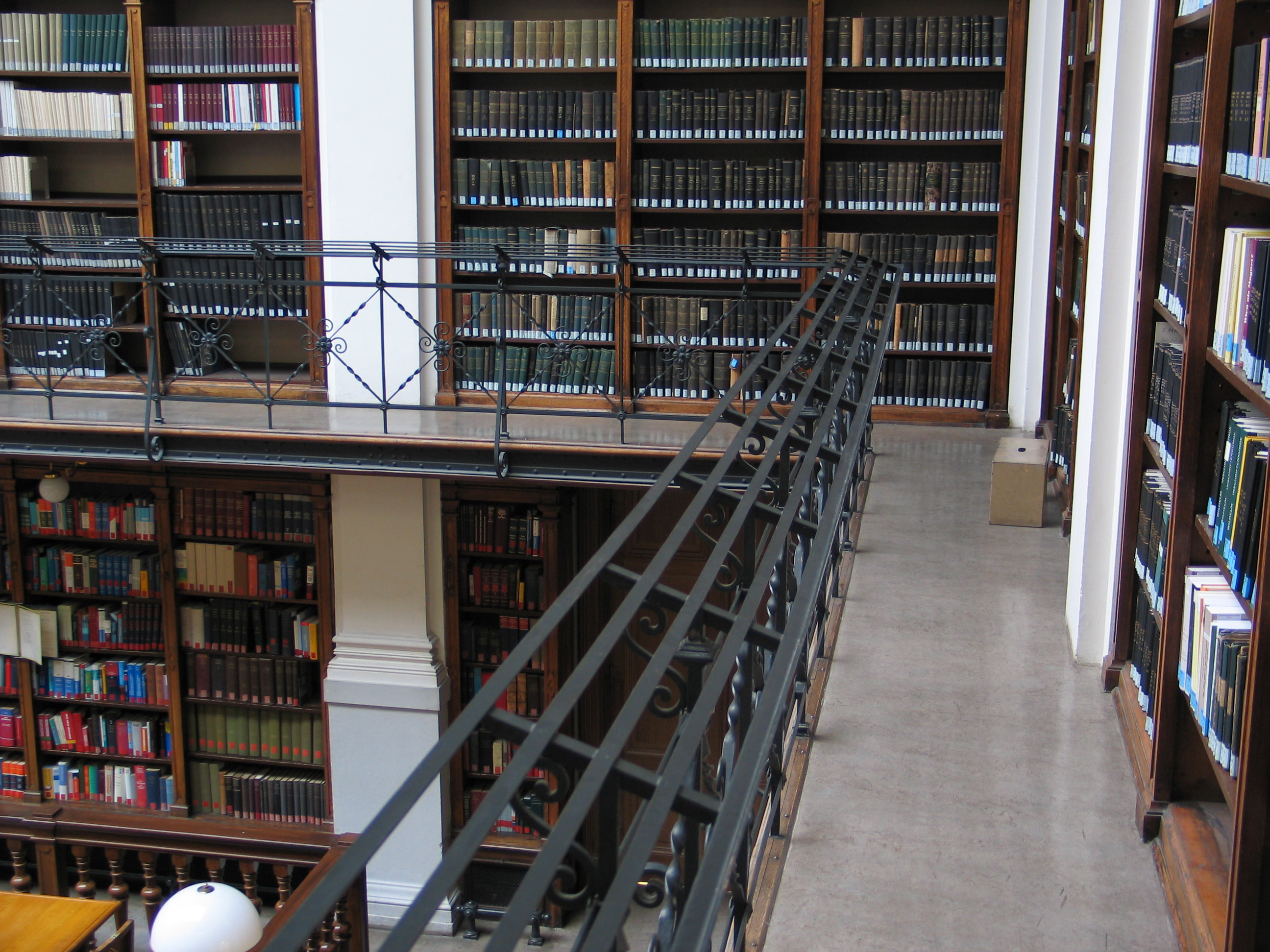
Galleria nella sala di lettura

La biblioteca ha origine nella Controriforma. Dal 1571 i gesuiti erano presenti nella città di Graz - allora una città in gran parte riformata luterana - e dovevano, secondo la volontà dell'arciduca Carlo, ricondurla alla confessione cattolica. A questo scopo fu fondato, accanto al duomo, nel 1573, il collegio con sottoposta scuola e biblioteca. Da questa scuola nacque l'Università, confermata da papa Gregorio XIII nel 1585. Così la biblioteca divenne biblioteca universitaria e vide presto notevole aumento di libri acquistati e donati, e di libri da conventi spopolati. Come l'Università, così la biblioteca era principalmente teologica, però non esclusivamente cattolica. Avevano posto anche le scienze naturali, e quelle matematiche - soprattutto a iniziativa del noto professore gesuita Paul Guldin. Ciò finì con la soppressione dell'Ordine dei Gesuiti nel 1773, quando l'Università diventava statale.

### La biblioteca statale
Un decreto dell'Imperatore rifondò l'Università di Graz e la prese insieme alla sua biblioteca nell'amministrazione dello Stato - nondimeno i suoi amministratori nuovi erano stati gesuiti. Terminata la ristrutturazione degli ambienti, la biblioteca fu riaperta nel 1781. E con ciò era per la prima volta biblioteca pubblica. Ma il grande problema era la mancanza del catalogo in 28 volumi, forse distrutto - di cui fino a oggi non s'è trovato niente - e l'entrata di una somma enorme di libri dalle biblioteche di conventi soppressi.

### La biblioteca di liceo
Nel 1782 l'imperatore Giuseppe II ridusse, come altre università, anche quella di Graz allo stato minore di liceo (Akademisches Gymnasium). Il numero di libri però aumentava sempre.

### L'Università rinnovata
Dopo 45 anni, il 19 aprile 1827, gli antichi diritti furono riconfermati dall'imperatore Francesco II. Da allora l'Università prese il nome di entrambi i fondatori venendo ribattezzata Karl-Franzens-Universität. Questo rinnovo dell'Università però non dovette causare spese allo Stato, e così la biblioteca non aveva altre entrate che lasciti e donazioni. Solo nel 1870, aumentato il personale da 3 a 6 persone, e la dotazione da 830 a 4000 Gulden, la biblioteca poteva adempiere il suo compito dopo tanto tempo.

### Dal trasloco alla fine della seconda guerra mondiale
La mancanza di spazio nell'Università nel centro della città causava nel 1891 la creazione di un edificio nuovo in (allora) periferia. La Biblioteca fece il trasloco dal 9 al 22 settembre 1895, con 135.000 volumi, al nuovo palazzo principale dell'Università. Nel 1914 l'ala amministrativa al lato orientale della sala di lettura otteneva un secondo piano. Ambedue le guerre mondiali erano sfavorevoli allo sviluppo della biblioteca. Per evitare i bombardamenti del 1944 furono portati in altri luoghi 60.000 volumi. Il 22 ottobre 1945 vide la riapertura. 4.500 volumi - fra cui 200 manoscritti - risultano perduti a causa della Seconda guerra mondiale.

### Sviluppo in tempi recenti

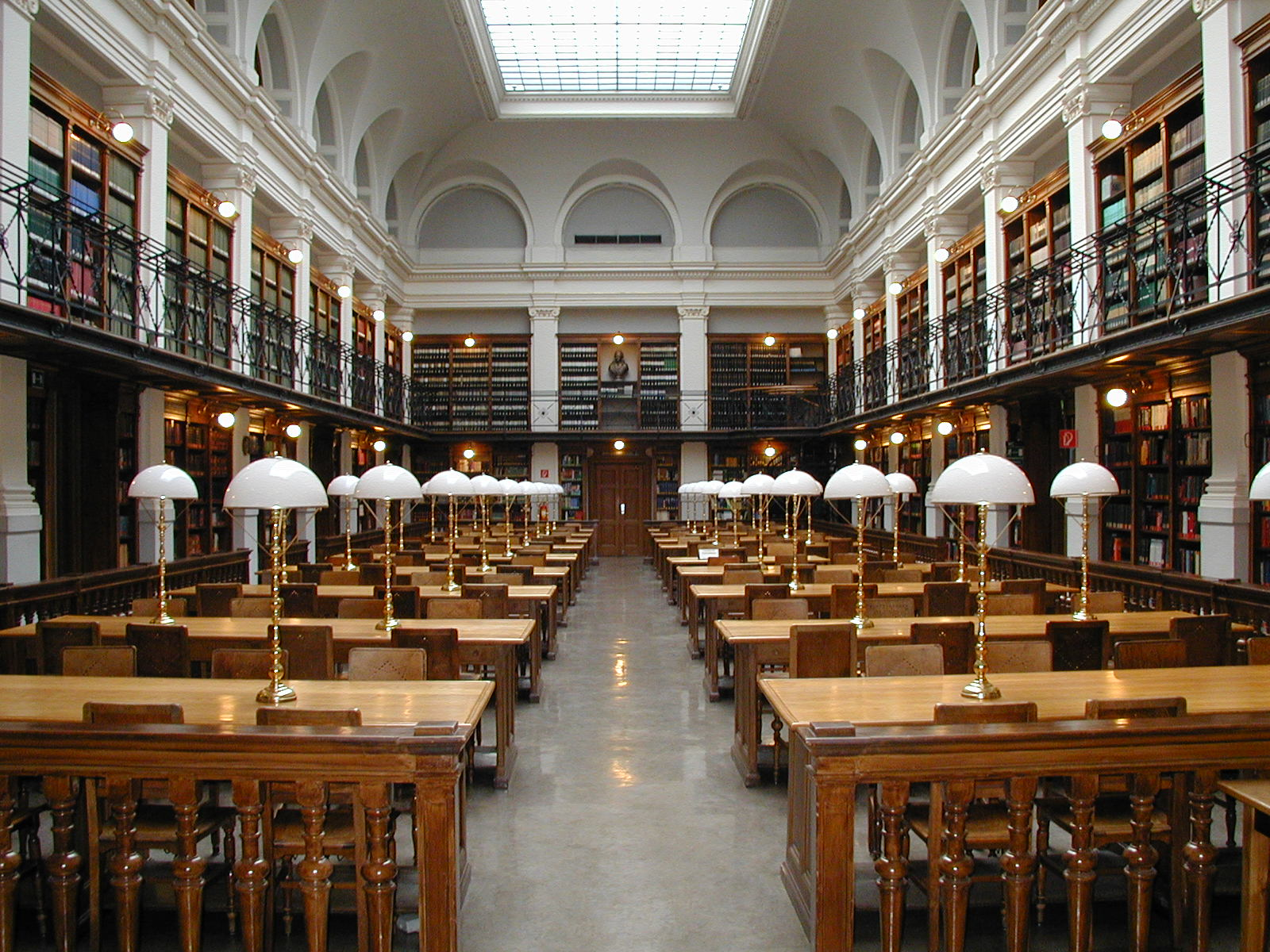
La sala di lettura di stile neorinascimento

La seconda metà del Novecento è caratterizzata di modificazioni edilizie e decentralistiche. Nel 1950 i due "magazzini" ai lati minori della sala di lettura furono ampliati di un grande edificio verso sud, la parte settentrionale di una nuova sala e un ingresso diretto. Quando 1994-96 nacque la nuova struttura del ReSoWi-Zentrum - contenente la biblioteca della Facoltà di Scienze Giuridiche, Sociali ed Economiche - la Biblioteca Universitaria ottenne un nuovo edificio proprio adiacente a quello esistente. Inoltre si costituirono distanti biblioteche speciali, p.e. Nell'Universitätszentrum Wall, e nel 1996 la Mediathek per medie audiovisivi. Dopo la fondazione di un'università propria le varie biblioteche speciali della Facoltà Medica diventarono nel 2004 una Biblioteca Universitaria a sé. Insieme con le Biblioteche Universitarie di Innsbruck e Vienna quella di Graz sta costituendo cooperative nazionali ed internazionali per l'uso di periodici e libri elettronici a spese ribassate. Il che cominciava nel 1998, e il 1º luglio 2005 apriva alla Biblioteca Universitaria di Graz la "Kooperation E-Medien Österreich". La Biblioteca anche fa parte del progetto Austrian Literature Online (ALO).

## Il personale
Quando la Biblioteca diventò statale otteneva due impiegati - il direttore e un "servo". All'inizio del Novecento il personale contava 17 impiegati, di cui 8 "impiegati scientifici". Nel 2000 lavoravano 120 persone nella Biblioteca.
| I direttori della Biblioteca Universitaria di Graz nell'epoca dell'amministrazione dello Stato |                                                                                          |
| 1773-1774                                                                                      | Josef Bardarini (1708-1791), professore di teologie e filosofia, rettore dell'università |
| 1775-1778                                                                                      | Richard Tecker (1723-1798), professore di dogmatica                                      |
| 1778-1783                                                                                      | Franz de Paula Tomicich (1729-), professore di diritto canonico, rettore dell'università |
| 1783-1797                                                                                      | Augustin Herz                                                                            |
| 1798-1814                                                                                      | Josef Alois Jüstel (1765-1832), professore di teologia morale, rettore dell'università   |
| 1817-1832                                                                                      | Markus Sandmann (1764-1832), autore                                                      |
| 1833-1852                                                                                      | Johann Krausler (-1852)                                                                  |
| 1853-1861                                                                                      | Leopold Michelitsch                                                                      |
| 1861-1866                                                                                      | Karl Kreutzer                                                                            |
| 1866-1880                                                                                      | Ignaz Tomaschek                                                                          |
| 1880-1895                                                                                      | Alois Müller (1835-1901), ebraista                                                       |
| 1895-1903                                                                                      | Wilhelm Haas (1842-1918), dopo direttore della Biblioteca Universitaria di Vienna        |
| 1903-1910                                                                                      | Anton Schlossar (1849-1942)                                                              |
| 1910-1919                                                                                      | Johannes Peisker (1851-1933), dopo professore di storia sociale e economica a Praga      |
| 1919-1924                                                                                      | Ferdinand Eichler (1863-1945), professore di biblioteconomia                             |
| 1924-1933                                                                                      | Jakob Fellin (1869-1951)                                                                 |
| 1934-1945                                                                                      | Franz Gosch (1884-1952)                                                                  |
| 1945-1953                                                                                      | Wolfgang Benndorf (1901-1959)                                                            |
| 1954-1971                                                                                      | Erhard Glas (1906-1992)                                                                  |
| 1972-1988                                                                                      | Franz Kroller (1923-2000)                                                                |
| 1989-2006                                                                                      | Sigrid Reinitzer (1941-)                                                                 |
| 2004-                                                                                          | Werner Schlacher (1955-)                                                                 |

## La quantità

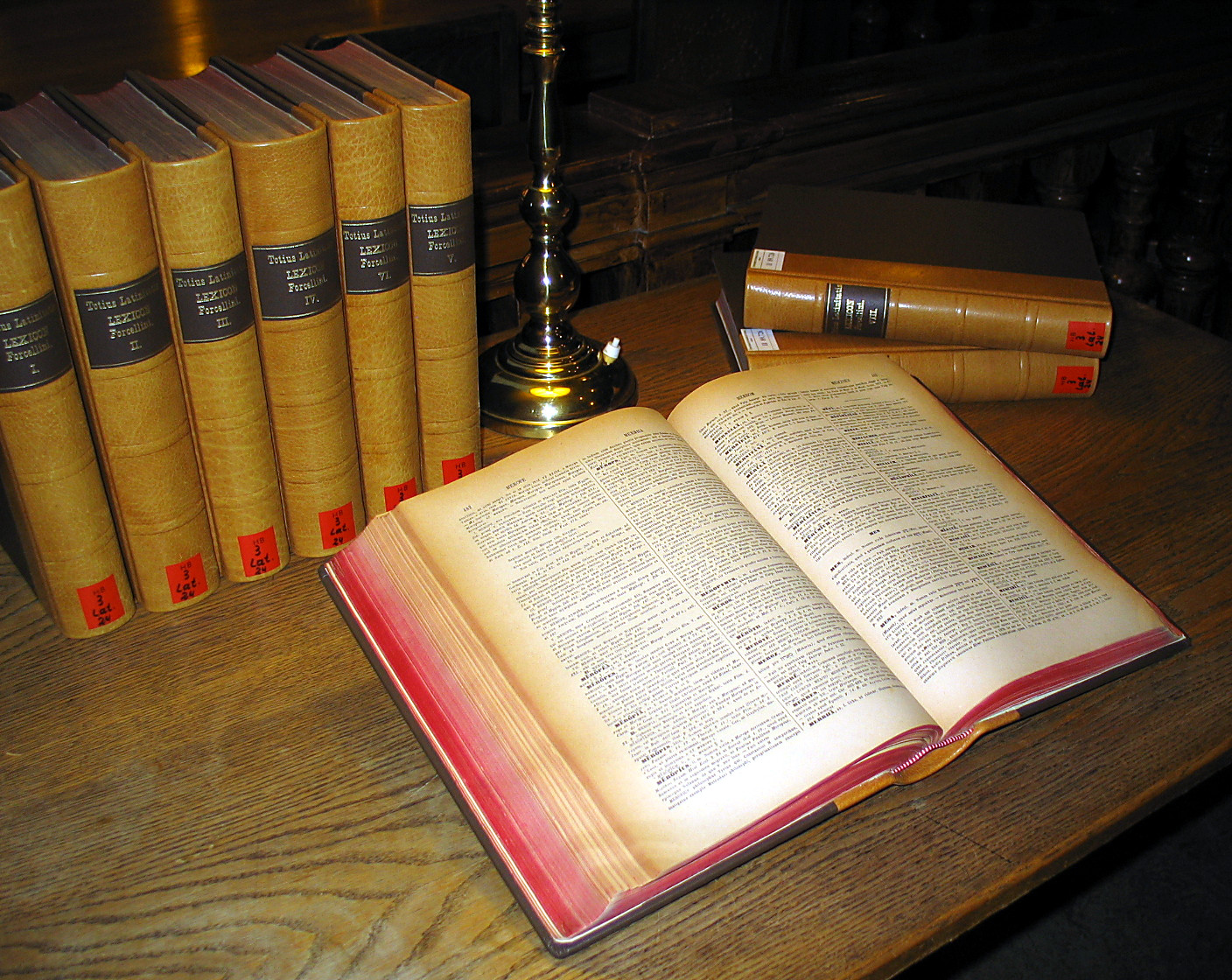
Un vocabolario di Latino in più volumi nella sala di lettura

La quantità di libri della Biblioteca più vecchia e incerta. Nell'anno 1773 sono indicati una volta 10.000 volumi, nel 1776 un'altra volta 42.000. Più tardi sarebbero stati meno, e nel 1839 già 50.000 volumi. Nel 1860 si contavano 38.000 opere - in parte a più volumi. I 100.000 si raggiunse nel 1879 incirca, 200.000 nei primi anni del Novecento. Al Millennio c'erano quasi 3 milioni volumi stampati, più di 2000 manoscritti, ca 1200 incunaboli, molti lasciti di scienziati, e ca 1400 periodici.

## Collezioni particolari
Il Dipartimento per le Collezioni Particolari è la riserva dei manoscritti e di tutte le opere stampate fino al 1900. Fra i più insigni manoscritti contano i cinque più antichi manoscritti gheorghici del VII-XI secolo, originali da Santa Caterina al Sinai. Fra i manoscritti su carta sono importanti le lettere di Keplero a Paul Guldin.
Meritano la menzione anche i 42 manoscritti su papiro da Oxyrhynchos e Hibleh. Originali dagli scavi dell'inglese Egypt Exploration Society degli anni 1896-1907, erano venuti a Graz in compenso del sostegno finanziario per la città. La parte più grande del trovato ora si trova nell'Ashmolean Museum, Oxford, nel British Museum, Londra, e nel Museo Egiziano, Cairo.